# タリン・ブラックナイト映画祭
タリン・ブラックナイト映画祭（Tallinn Black Nights Film Festival, エストニア語：Pimedate Ööde filmifestival）通称PÖFFは、エストニア共和国の首都タリンで1997年から毎年開催されている映画祭。

## 概要
タリン・ブラックナイト映画祭は、カンヌ国際映画祭、ベルリン国際映画祭、ヴェネツィア国際映画祭他、15の映画祭と並ぶ国際映画製作者連盟(FIAPF)認定の国際コンペティティブ長編映画プログラムを開催する北欧およびバルト三国で唯一の映画祭。75カ国から500本以上の長編および短編映画とアニメーションが上映され、80,000人の観客を動員する（2022年）。
映画祭と同時に開催されるインダストリー＠タリン（Industry@Tallinn）とバルト・イベント・コプロダクション・マーケット（Baltic Event Co-Production Market）は、この地域最大のオーディオビジュアル産業の会議及び見本市で、北欧やバルト地域、アジアやアメリカなどの映画関係者が集まり、映画制作や配給、販売などの最新の動向や課題について議論したり、共同制作や資金調達などの機会を探したりする。2022年に760人を超える映画関係者やジャーナリストを受け入れている。
メインプログラムと同時に2つのサブフェスティバルを開催している。
- 子供と青少年のための映画祭「Just Film」
- 短編映画とアニメーションに特化した「PÖFF Shorts」

オフシーズンイベントとして、バルト三国唯一のジャンル映画イベントである以下を開催している。
- Haapsalu Horror and Fantasy Film Festival（毎年4月）
- Tartu Love Film Festival tARTuFF（毎年8月）
- Women's Nights Film Festival in Rapla

毎年、映画祭には300人以上のボランティアを雇用しており、チケット販売、チケットチェック、代表団のエスコート、インフォメーションデスクなどで働いている。
これまでにPÖFFを訪れた著名な映画監督、俳優、業界関係者は、アキ・カウリスマキ、クシシュトフ・ザヌッシ、オルガ・キュリレンコ、セルゲイ・ロズニツァ、イ・ジュンイク、ヨス・ステリング、ヤン・トロエル、カトリーヌ・ブレイヤ、ロイ・アンダーソン、フリドリック・ソー・フリドリクソン、ニール・ジョーダン、フィリップ・グラス、ルーカス・ムーディソン、マイケル・ナイマン、イエジー・シュトゥール、トム・シリング、ペンエク・ラタナルアン、イザッハ・デ・バンコール、パヴェル・ルンギン、フィオナ・ショー、ロス・パートリッジ、ミカエル・ペルスブラント、その他多数。

## 歴史
1997年に4,500人の動員でスタートしたPÖFFは、当初は主に北欧映画の紹介だったが、
映画祭が成長するにつれ、その規模を飛躍的に拡大し現在、PÖFFは北欧最大の映画祭となっている。2015年の第19回開催では、600本以上の映画（80カ国から250本以上の長編映画を含む）が上映され50カ国から700人以上の認定ゲストやジャーナリストを含む8万人以上の観客に900回以上の上映を実施。
2010年にはタリンで欧州映画賞授賞式が開催され、2015年には欧州委員会との共催で欧州映画フォーラム会議が開催された。
2011年にFIAPF（国際映画製作者連盟）に認定され、2014年にはAリスト映画祭に格上げとなり、北欧で初めて長編映画のコンペティションが行われる世界15大映画祭の一つとなった。
2017年、エストニアが欧州連合の議長国を務めたことを記念して、同映画祭はエストニア文化省と提携し、オーディオビジュアルに関する国際会議「Pictured Futures」を共催した。会議のテーマは「Pictured Futures: Connecting Content, Tech & Policy In Audiovisual Europe」であった。

## 賞
オフィシャルセレクション部門
- グランプリ
- 最優秀監督賞
- 最優秀撮影賞
- 最優秀脚本賞
- 最優秀男優賞
- 最優秀女優賞
- 最優秀音楽賞
- 最優秀美術賞

新人監督長編部門
- 最優秀新人賞
- 審査員特別賞

“理由ある反抗”長編部門
- 最優秀作品賞

短編部門
- 最優秀作品賞
- 最優秀学生作品賞
- 最優秀子供作品賞

その他
- 功労賞
- 観客賞
- 国際映画批評家連盟賞

## グランプリ受賞者
| 年   | 作品                          | 原題                             | 監督                           | 国籍         |
| ---- | ----------------------------- | -------------------------------- | ------------------------------ | ------------ |
| 2004 | シザ                          | Shiza / Шиза                     | グルシャット・オマロワ         | カザフスタン |
| 2005 | 上海ドリームス                | Qīng hóng / 青紅                 | ワン・シャオシュアイ           | 中国         |
| 2006 | ダークブルー ほとんどブラック | Azuloscurocasinegro              | ダニエル・サンチェス・アレバロ | スペイン     |
| 2007 | タクヴァ 神を畏れる男         | Takva                            | オザー・キジルタン             | トルコ       |
| 2008 | ハンガー                      | Hunger                           | スティーブ・マックイーン       | イギリス     |
| 2009 | アジャミ                      | Ajami / عجمي / עג'מי             | スカンダー・コプティ           | イスラエル   |
| 2010 | わが喜び                      | Schastye moyo / Счастье моё      | セルゲイ・ロズニツァ           | ウクライナ   |
| 2011 | シンプルライフ                | Táo Jiě / 桃姐                   | アン・ホイ                     | 香港         |
| 2013 | タレットのある家              | Dom s bashenkoy / Дом с башенкой | エヴァ・ネイマン               | イタリア     |
| 2014 | ルシファー                    | Lucifer                          | ガスト・ヴァン・デン・ベルヘ   | ベルギー     |
| 2015 | 玉座                          | Sado / 사도                      | イ・ジュンイク                 | 韓国         |
| 2016 | 静かなる心                    | Lev shaket / לב שקט מאוד         | エイタン・アナー               | イスラエル   |
| 2017 | 夜間事故                      | Tunku Kyrsyk                     | テミルベク・ビルナザロフ       | キルギス     |
| 2018 | 彷徨える少女                  | Niña Errante                     | ルベン・メンドーサ             | コロンビア   |
| 2019 | コントラ                      | コントラ                         | アンシュル・チャウハン         | 日本         |
| 2020 | 恐怖                          | Страх                            | イヴァイロ・フリストフ         | ブルガリア   |
| 2021 | 親愛なるトーマスへ            | Lieber Thomas                    | アンドレアス・クライナート     | ドイツ       |
| 2022 | ドライビング・マム            | Driving Mum                      | Hilmar Oddsson                 | アイスランド |

## 日本からの出品・上映作品
| 年   | 部門                                        | 作品                  | 監督                   |
| ---- | ------------------------------------------- | --------------------- | ---------------------- |
| 2021 | First Feature Conpetition                   | 幾多の北              | 山村浩二               |
| 2021 | Current Waves                               | ドライブ・マイ・カー  | 濱口竜介               |
| 2021 | Offcial Selection                           | 鬼が笑う              | 三野龍一               |
| 2021 | Rebels with a Cause                         | 未曾有                | 工藤将亮               |
| 2021 | Short Live-Action Conpetition               | 6 Legs                | 平林勇                 |
| 2021 | Short Animation Competition                 | 不安な体              | 水尻自子               |
| 2022 | Main programme of Kinoff                    | 代々木                | マックス・ゴロミドフ   |
| 2022 | First Feature Competition                   | ダブル・ライフ        | 余園園                 |
| 2022 | Official Selection - Competition            | 近江商人、走る!       | 三野龍一               |
| 2022 | Midnight Shivers                            | 愛してる!             | 白石晃士               |
| 2022 | Midnight Shivers                            | 怨泊                  | 藤井秀剛               |
| 2022 | Shorts Animation Competition/Shorts Winners | 半島の鳥              | 和田淳                 |
| 2022 | Shorts New Talents Competition: Animation   | 喪失の家              | 全振圭                 |
| 2022 | Rebels with a Cause Competition             | あなたの微笑み        | リム・カーワイ         |
| 2023 | Official Selection - Competition            | 渇愛（Ben-Joe）       | 岩松あきら             |
| 2023 | Official Selection - Competition            | White Flag            | バトバヤル・チョグソム |
| 2023 | Shorts New Talents Competition: Animation   | Tunnel Wandering      | リー・ゼハオ           |
| 2023 | Shorts New Talents Competition: Animation   | Shape of the Elephant | サム・クワ             |

## インダストリー@タリン（Industry@Tallinn）
タリン・ブラックナイトの業界プログラムは、
インダストリー＠タリン業界サミットとバルト海イベント地域共同制作映画マーケットからなり、北欧とアジア、アメリカ、南米をつなぐことを目的としたプラットフォームで
毎年700人以上の業界ゲストを受け入れている。

## サブフェスティバル
ジャスト・フィルム - 若手新人と子供の映画祭。
ジャスト・フィルムは、この地域最大の若手新人映画祭です。この映画祭には、青少年・子供向けプログラム、国際若手新人映画コンペティションプログラム、ECFAコンペティションプログラム、子供の権利プログラム、そしてライフスタイルとスポーツに関するドキュメンタリー（Doc@Just）科学に関するドキュメンタリー（Science360）のプログラムがある。
映画祭は、若い観客のために企画されており、地元の若者で構成される審査員によって最優秀作品が選ばれ、
映画祭のブログには、若い映画評論家たちが毎日映画の批評を投稿しています。

PÖFFショートフィルム
PÖFF Shorts - 国際審査員によって審査されるコンペティションプログラムを含む短編・アニメーション映画祭。